# Uroš Đerić
Uroš Đerić (in serbo Урош Ђерић?; Trebigne, 28 maggio 1992) è un calciatore serbo, attaccante svincolato.

## Palmarès

### Individuale
- Capocannoniere della Prva Liga Srbija: 1

2016-2017 (19 reti)